# 7-Zip
7-Zip là một trình lưu trữ tập tin chủ yếu dùng cho hệ điều hành Windows. Nó có thể hoạt động bằng dòng lệnh hoặc với giao diện đồ họa người dùng. Nó cũng có tính năng tích hợp cùng môi trường Windows. 7-Zip là phần mềm miễn phí, phát triển bởi Igor Pavlov và phân phối dưới giấy phép nguồn mở của GNU. Nó là đối thủ nặng ký cho các phần mềm thương mại như WinZip và WinRAR (cả hai đều là phần mềm nguồn đóng). 7-Zip có phiên bản 64-bit dành cho bản Windows XP Professional x64. Dưới cái tên p7zip, 7-Zip đã được mang sang sử dụng trên hệ thống họ Unix như Linux và FreeBSD.
Dự án được bắt đầu năm 2000.
7-ZIP hỗ trợ giao diện đa ngôn ngữ, trong đó có tiếng Việt.

## Định dạng nén 7z
7-Zip hỗ trợ nhiều định dạng lưu trữ, mặc định là định dạng 7z.
Mặc định, nhiều chương trình có thể tạo dạng lưu trữ 7z, với phần mở rộng .7z, dùng giải thuật LZMA để nén. Định dạng khá mới này cho phép lưu trữ tập tin với hệ số nén rất cao, có thể so sánh với định dạng nén mạnh phổ biến như RAR (dựa trên một giải thuật nén riêng). Tập tin 7z có kiểu MIME là application/x-7z-compressed.

## Các định dạng và giải thuật khác
7-Zip hỗ trợ nhiều định dạng lưu trữ nén (và cả không nén). Những định dạng hỗ trợ gồm ZIP, tập tin Microsoft cabinet (CAB), RAR, ARJ, gzip, bzip2, LZH, tar, CPIO, rpm và dạng lưu trữ Debian deb. Vì lý do pháp lý, định dạng ACE không còn được hỗ trợ.
Đối với tập tin ZIP và gzip, 7-Zip dùng một bản sửa đổi của giải thuật DEFLATE để có tỷ lệ nén cao hơn trong cùng một thời gian. Bản sửa đổi này cũng được dùng trong công cụ AdvanceCOMP.
Định dạng file 7z nguyên thủy là mở, kiến trúc dạng modul cho phép chứa tập tin được nén bằng các giải thuật khác nhau. Tên tập tin được lưu bằng Unicode.
- Chú ý: Về định dạng nén, chưa cho phép nén với đuôi LZH ở phiên bản 4.65 năm 2009.

## Tính năng
7-Zip hỗ trợ nhiều tính năng có thể không có trong các chương trình nén thương mại thông dụng.
- Đối với định dạng tập tin 7z, 7-Zip hỗ trợ mã hóa theo chuẩn mã hóa tiên tiến 256-bit (tiếng Anh: Advanced Encryption Standard) cả tập tin và cấu trúc thư mục, ngăn người dùng không có mật khẩu xem nội dung được lưu trữ.
- 7-Zip hỗ trợ chia khối (tiếng Anh: volume) kích thước tập tin động, tiện dụng để sao lưu dữ liệu vào các thiết bị lưu trữ ngoài như CD và DVD.
- Trong chế độ 2 cửa sổ, 7-Zip giống như trình quản lý tập tin chính thống.
- Phiên bản đặc biệt 64-bit hỗ trợ ánh xạ bộ nhớ lớn để nén nhanh hơn.
- Cho phép tạo lưu trữ đông đặc (solid archive) để có tỉ lệ nén cao hơn (khó sửa đổi tập tin nén hơn).
- Có thể giải nén để xem nhanh 1 tập tin trong solid archive thay vì giải nén toàn bộ như các chương trình khác.

### Nén
Hiện tại 7-zip có thể nén tệp tin theo 3 định dạng là zip, 7z, và tar. Tốc độ nén của 7-zip kém hơn WinRAR và khi nén chương trình này sử dụng nhiều RAM máy tính hơn. Tuy nhiên tỉ lệ nén đạt cao hơn WinRAR.

### Giải nén
Tốc độ giải nén của 7-zip ở mức cao và tiêu thụ ít RAM máy tính.
7-zip có thẻ giải nén nhiều định dạng như zip, 7z, rar, arj, bz2, bzip2, cab, cpio, deb, dmg, fat, gz, gzip, hfs, iso, lha, lzh, lzma, ntfs, rpm, swm, tar, taz, tbz, tbz2, tgz, tpz, vhd, wim, xar, xz (Các định dạng trên nằm trong 7-zip phiên bản 9.07 beta)